# Live at the Paradiso
Live at the Paradiso è un doppio album live dei Van der Graaf Generator, registrato a Amsterdam il 14 aprile 2007 e pubblicato il 7 settembre 2009.

## Tracce

### CD1
1. Lemmings -13:53
2. A Place To Survive -6:53
3. Lifetime -5:12
4. (In The) Black Room -11:43
5. Every Bloody Emperor -7:28
6. All That Before -7:42

### CD2
1. Gog -7:25
2. Meurglys III, The Songwriters Guild -15:55
3. The Sleepwalkers -11:04
4. Man-Erg -11:55
5. Scorched Earth -9:23

## Formazione
- Peter Hammill - voce, chitarra, pianoforte
- Guy Evans - batteria
- Hugh Banton - tastiere, voce di supporto